# Бісер Георгієв
Бісер Георгієв Георгієв (болг. Бисер Георгиев Георгиев; нар. 24 липня 1973, Самоков, Софійська область, Народна Республіка Болгарія) — болгарський борець греко-римського стилю, бронзовий призер чемпіонату світу, бронзовий призер чемпіонату Європи, учасник Олімпійських ігор.

## Життєпис
Боротьбою почав займатися з 1985 року. У 1991 році завоював срібну медаль чемпіонату світу серед юніорів. У 1992 році став бронзовим призером чемпіонату Європи серед молоді. Наступного року став чемпіоном світу серед молоді.
Виступав за спортивний клуб «Славія-Літекс» Софія. Тренери — Стефан Стоєв, Братан Ценов.

## Спортивні результати на міжнародних змаганнях

### Виступи на Олімпіадах
| Змагання                    | Збірна   | Вагова категорія                 | Місце |
| --------------------------- | -------- | -------------------------------- | ----- |
| Літні Олімпійські ігри 1996 | Болгарія | греко-римська боротьба, до 68 кг | 5     |

### Виступи на Чемпіонатах світу
| Змагання                        | Збірна   | Вагова категорія                 | Місце  |
| ------------------------------- | -------- | -------------------------------- | ------ |
| Чемпіонат світу з боротьби 1994 | Болгарія | греко-римська боротьба, до 68 кг | Бронза |
| Чемпіонат світу з боротьби 1997 | Болгарія | греко-римська боротьба, до 69 кг | 4      |
| Чемпіонат світу з боротьби 1998 | Болгарія | греко-римська боротьба, до 69 кг | 4      |
| Чемпіонат світу з боротьби 1999 | Болгарія | греко-римська боротьба, до 69 кг | 17     |

### Виступи на Чемпіонатах Європи
| Змагання                         | Збірна   | Вагова категорія                 | Місце  |
| -------------------------------- | -------- | -------------------------------- | ------ |
| Чемпіонат Європи з боротьби 1994 | Болгарія | греко-римська боротьба, до 68 кг | 17     |
| Чемпіонат Європи з боротьби 1996 | Болгарія | греко-римська боротьба, до 68 кг | 15     |
| Чемпіонат Європи з боротьби 1997 | Болгарія | греко-римська боротьба, до 69 кг | 7      |
| Чемпіонат Європи з боротьби 1999 | Болгарія | греко-римська боротьба, до 69 кг | Бронза |
| Чемпіонат Європи з боротьби 2000 | Болгарія | греко-римська боротьба, до 69 кг | 18     |
| Чемпіонат Європи з боротьби 2001 | Болгарія | греко-римська боротьба, до 76 кг | 13     |

### Виступи на інших змаганнях
| Змагання                                                       | Збірна   | Вагова категорія                 | Місце  |
| -------------------------------------------------------------- | -------- | -------------------------------- | ------ |
| Міжнародний меморіал Дейва Шульца 1999                         | Болгарія | греко-римська боротьба, до 69 кг | Бронза |
| Олімпійський кваліфікаційний турнір з боротьби 2000 (Фаенца)   | Болгарія | греко-римська боротьба, до 69 кг | 7      |
| Олімпійський кваліфікаційний турнір з боротьби 2000 (Колорадо) | Болгарія | греко-римська боротьба, до 69 кг | 6      |

### Виступи на змаганнях молодших вікових груп
| Змагання                                      | Збірна   | Вагова категорія                 | Місце  |
| --------------------------------------------- | -------- | -------------------------------- | ------ |
| Чемпіонат світу з боротьби серед юніорів 1991 | Болгарія | греко-римська боротьба, до 68 кг | Срібло |
| Чемпіонат Європи з боротьби серед молоді 1992 | Болгарія | греко-римська боротьба, до 68 кг | Бронза |
| Чемпіонат світу з боротьби серед молоді 1993  | Болгарія | греко-римська боротьба, до 68 кг | Золото |